# ワイルドキャッツ (映画)
『ワイルドキャッツ』（原題：Wildcats）は、1986年制作のアメリカ合衆国の映画。
高校のアメリカンフットボール部のコーチに就任した女性の奮闘ぶりを描いたスポーツ・コメディ映画。ゴールディ・ホーン主演兼・製作総指揮。また、ウェズリー・スナイプスのデビュー作品でもある。

## あらすじ
シカゴにあるプレスコット高校の陸上部のコーチ、モリーは名フットボールコーチを父に持ち、離婚して2人の娘がいる。そんな彼女の夢はフットボール部のコーチになる事だが、体育部長のダーウェルは女なんかに務まる訳がないとそれに強く反対する。やがて彼女の熱意に負けたダーウェルは、スラムにあるセントラル高校のフットボールチーム・ワイルドキャッツのコーチを世話した。
しかし、そのセントラル高校は荒れた学校として悪名を馳せており、さらにワイルドキャッツは戦績がシカゴ最低という弱いチームだった。モリーはコーチを辞めようとするが娘や友人から励まされ、ヤル気を出す。だが、チームの連中はモリーを女とバカにし、彼女に嫌がらせをする。
頭にきたモリーは、彼らにモリーが負けたらコーチを辞めるという条件でランニング競争という挑戦状をたたきつける。結果は次々と脱落者が出て、ついに全員がギブアップ、モリーが勝利する。この一件でチームの連中は彼女に一目置くようになり、モリーはチームを強くするために奮闘、チームの連中も彼女の期待に応えて、チームはそれまでとは一転して強くなり、試合で連勝していく。
そして、チームはついに最終戦でモリーの古巣であるプレスコット高校との対戦を迎えた。

## キャスト
| 役名                   | 俳優                       | 日本語吹替 |
| ---------------------- | -------------------------- | ---------- |
| モリー・マグラス       | ゴールディ・ホーン         | 小宮和枝   |
| フランク・ニーダム     | ジェームズ・キーチ         | 大塚明夫   |
| ベン・エドワーズ       | ニプシー・ラッセル         | 増岡弘     |
| ダン・ダーウェル       | ブルース・マッギル         | 石塚運昇   |
| ヴァーナ・マグラス     | スージー・カーツ           |            |
| アリス・ニーダム       | ロビン・ライヴリー         |            |
| ステファニー・ニーダム | ジャン・フックス           |            |
| クルシンスキー         | ウディ・ハレルソン         |            |
| トルーメイン           | ウェズリー・スナイプス     | 島田敏     |
| バード                 | ミケルティ・ウィリアムソン |            |
| ウォルト               | M・エメット・ウォルシュ    |            |

吹替その他、喜多川拓郎、火野カチコ、田原アルノ、遠藤勝代、かないみか、荒川太郎、山口健、星野充昭、辻親八、飛田展男、加藤正之、桜井敏治、竹口安芸子、亀井芳子